# 马茨·格伦
马茨·格伦（瑞典語：Mats Gren，1963年12月20日—），瑞典男子足球运动员，场上位置是后卫。他曾代表瑞典国家队参加1990年国际足联世界杯，结果队伍止步小组赛阶段。